# Bad Boy (Miami Sound Machine)
Bad Boy è un singolo del gruppo musicale statunitense Miami Sound Machine, pubblicato nel novembre 1985 come secondo estratto dal nono album in studio Primitive Love.

## Successo commerciale
Il singolo ottenne successo in tutto il mondo, scalando le classifiche di diversi paesi.

## Video musicale
Il videoclip è stato girato sia all'interno che all'esterno di un albergo ed in una spiaggia vicina.